# Dyade
Dyade är en norsk kulturtidskrift som publicerar artiklar om psykologi, meditation, kultur och samhälle. Tidskriften ges ut av meditationsorganisationen Acem. Dyade får ekonomiskt stöd av norska kulturrådet.